# ザシャール・イムレ
ザハール・イムレ（ハンガリー語: Zachár Imre、ヘブライ語: אימרה זָכָר‎‎、1890年5月11日 – 1954年4月7日）は、ハンガリーの競泳、水球選手。競泳の得意種目は自由形。
1908年のロンドンオリンピックに4×200m自由形リレーのハンガリー代表の一人として出場し、銀メダルを獲得。4年後のストックホルムオリンピックにも同じ種目で出場し、決勝進出を決めたものの決勝でチームは棄権した。ストックホルム五輪では、ほかにハンガリー代表の水球チームの一人としても出場している。